# Květnatá bučina

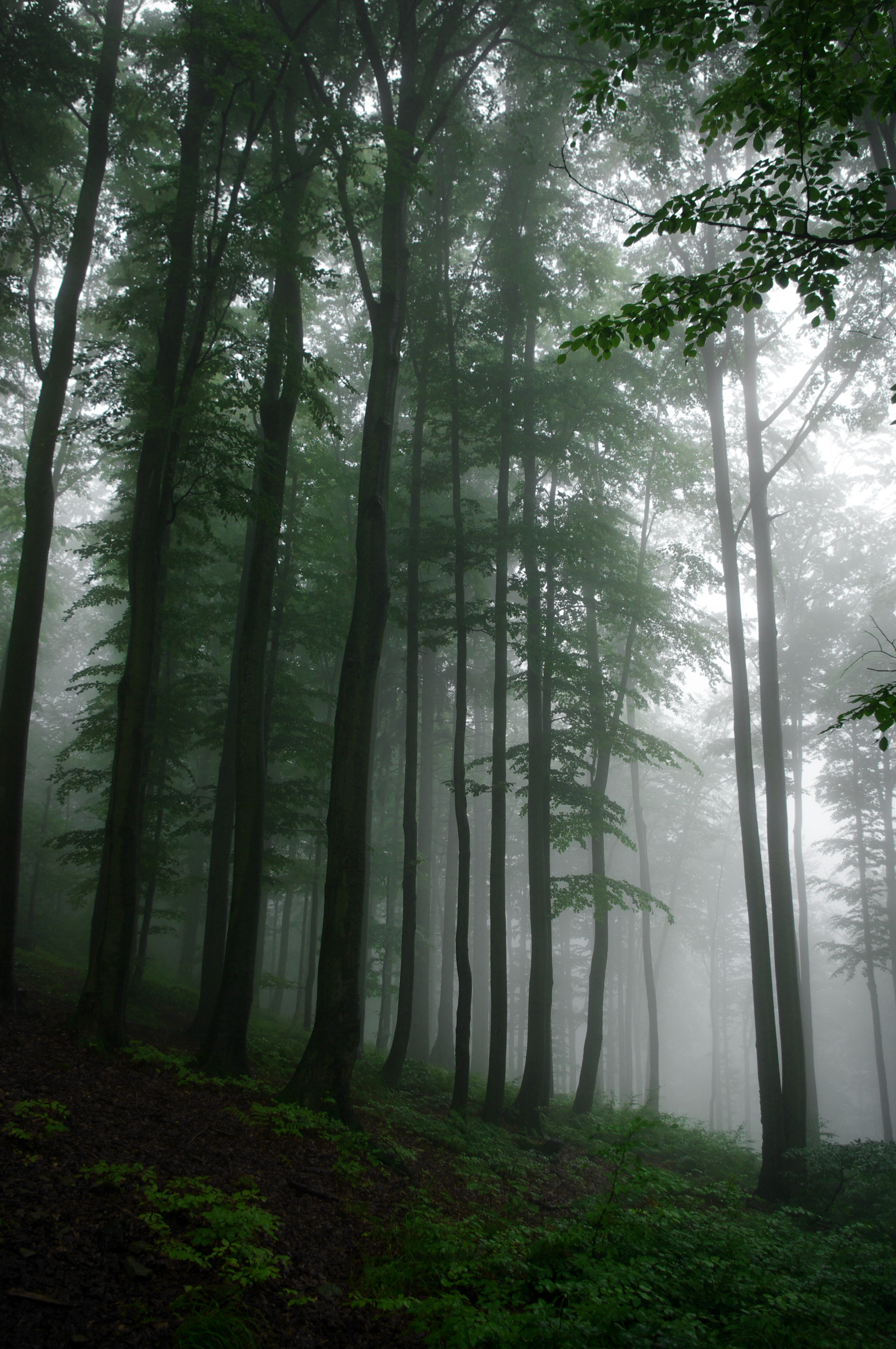
Květnatá bučina ve Slezských Beskydech

Květnatá bučina je klimaxové lesní společenstvo, typ druhově bohaté bučiny na kvalitních, úživných substrátech. Dominantní dřevinou je buk lesní, významnou příměs dříve tvořila i jedle bělokorá.

## Klasifikace a syntaxonomie
Svaz Fagion sylvaticae (Květnaté bučiny a jedliny) je dělen do pěti asociací. V Katalogu biotopů ČR mají kód L5.1; asociace horských klenových bučin je v něm pojata jako samostatný biotop pod kódem L5.2.
- Galio odorati-Fagetum sylvaticae – Mezotrofní bučiny
- Mercuriali perennis-Fagetum sylvaticae – Eutrofní bučiny
- Carici pilosae-Fagetum sylvaticae – Karpatské ostřicové bučiny
- Athyrio distentifolii-Fagetum sylvaticae – Horské klenové bučiny
- Galio rotundifolii-Abietetum albae – Květnaté jedliny

## Charakteristika

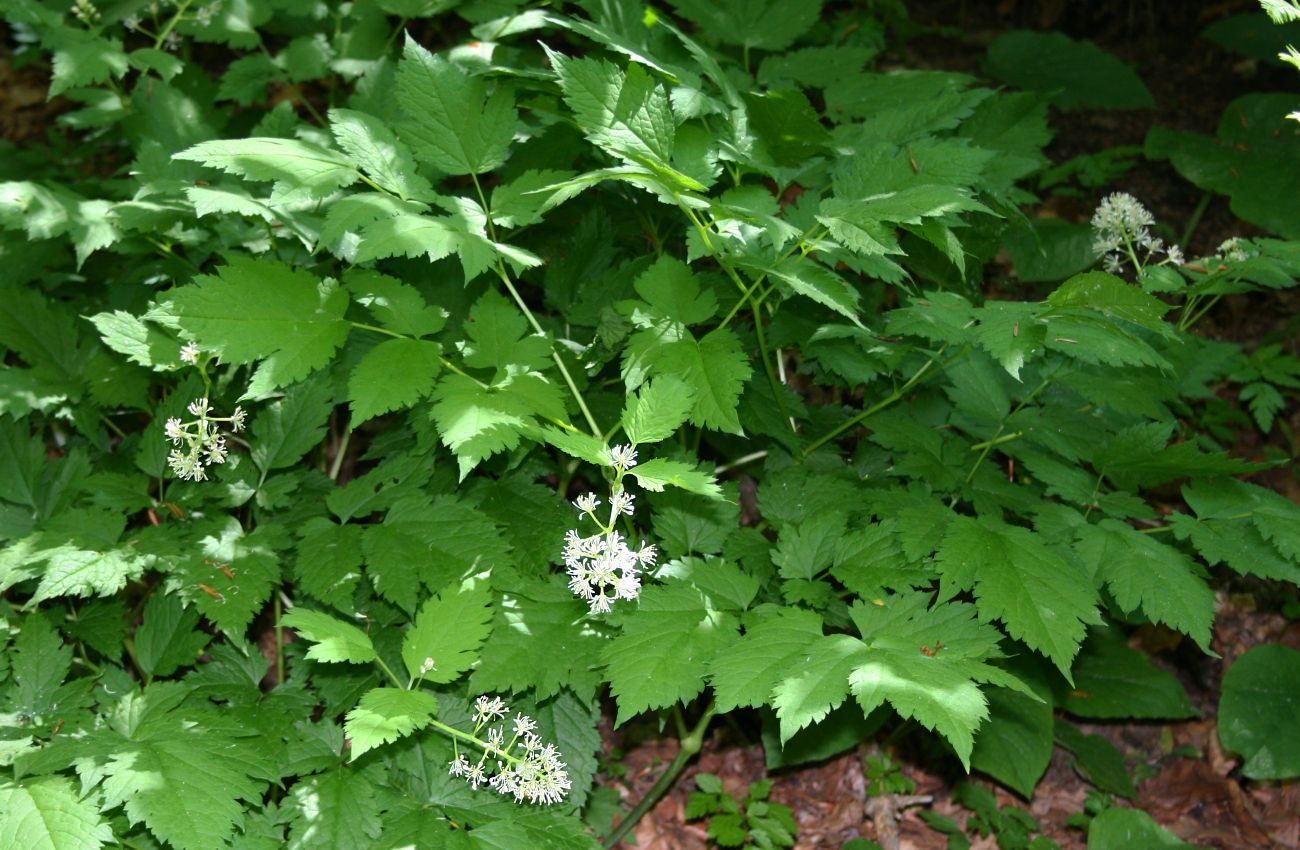
Samorostlík klasnatý - typická bylina květnatých bučin

Vyskytují se na různých druzích hornin převážně ve středních polohách s optimem cca od 350 do 1000 m n. m. Podmínkou jsou hluboké, čerstvě vlhké půdy, zpravidla mezotrofní až eutrofní kambizemě či luvizemě s dobrým rozkladem humusu. V nižších nadmořských výškách květnaté bučiny obsazují rokle a severně orientované svahy, v případě minerálně chudšího nebo vápenitého podloží se vyskytují na plošinách s hlubokým půdním horizontem.
Stromové patro je dominantně tvořeno bukem lesním, jako příměs se v nižších polohách vyskytují habr obecný, lípa srdčitá nebo dub zimní, ve vyšších jedle bělokorá a smrk ztepilý, na suťových půdách javor klen, javor mléč nebo jasan ztepilý. V obvykle slaběji vyvinutém keřovém patře nalezneme kromě zmlazujících stromů lísku obecnou, bez červený, zimolez černý a pýřitý a lýkovec jedovatý.

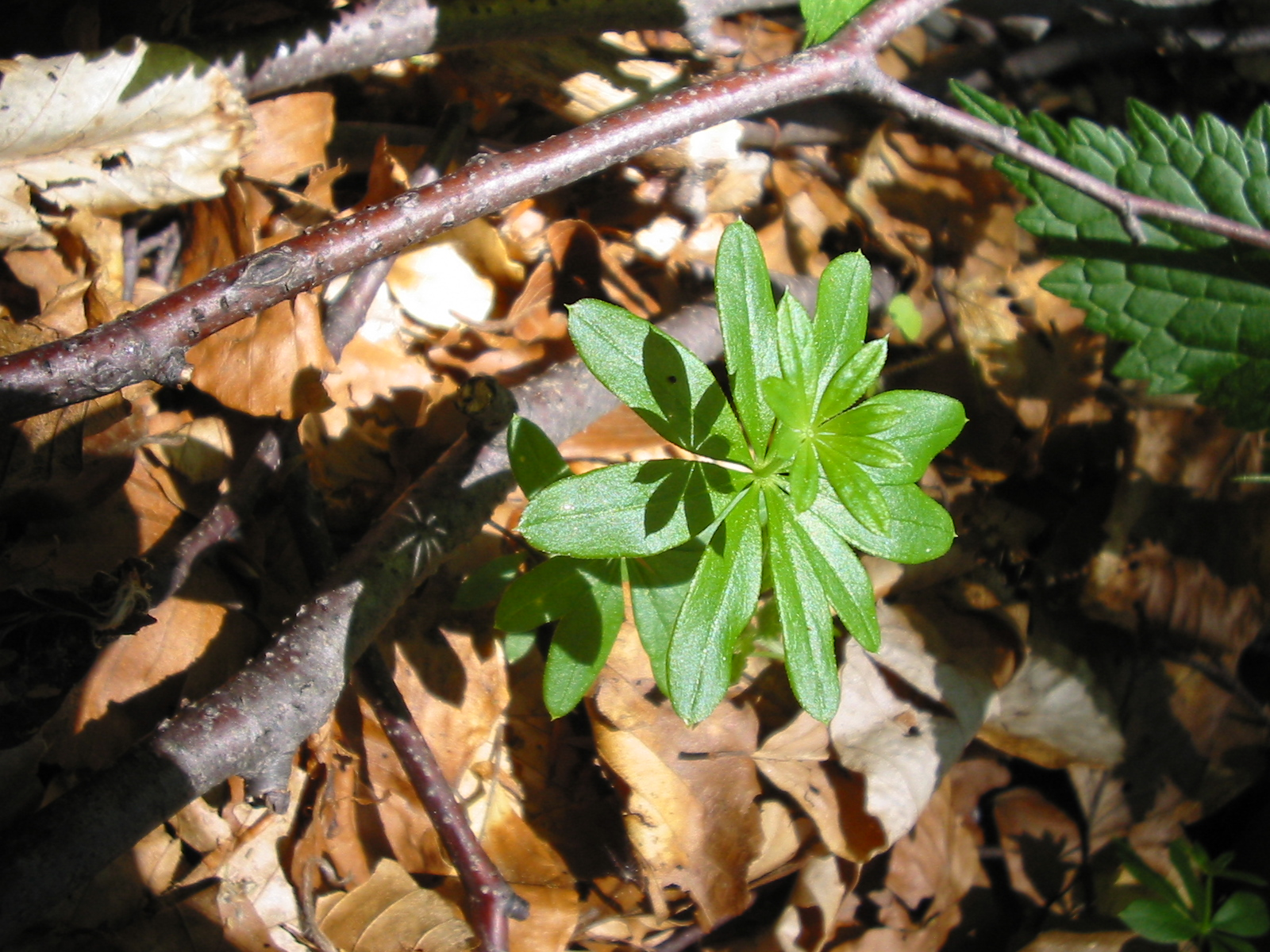
Mařinka vonná v bylinném patře

Diagnostickými druhy bylinného patra jsou samorostlík klasnatý, kyčelnice cibulkonosná a devítilistá, kokořík přeslenitý, věsenka nachová, krtičník hlíznatý, mléčka zední, pitulník žlutý, bažanka vytrvalá či lesní tráva ječmenka evropská, vesměs tedy druhy mezotrofní a eutrofní. Hojně rozšířena je strdivka jednokvětá, v karpatské části Moravy ostřice chlupatá, na eutrofních sutích kostřava lesní. Z kapradin zde roste kapraď samec nebo bukovník kapraďovitý. Jarní aspekt tvoří violka lesní, plicník lékařský, mařinka vonná.

### Květnaté jedliny
Porosty, kde vlivem různých pěstebních či klimatických podmínek převládla nad bukem jedle bělokorá, jsou klasifikovány jako květnaté jedliny. Mají zpravidla lépe vyvinuté keřové patro a vyšší pokryvnost mechů, které se v bukových porostech jinak vyskytují vícméně jen na pařezech a padlých kmenech. Typickými bylinami květnatých jedlin jsou ostřice prstnatá, svízel okrouhlolistý, mateřka trojžilná nebo žindava evropská.

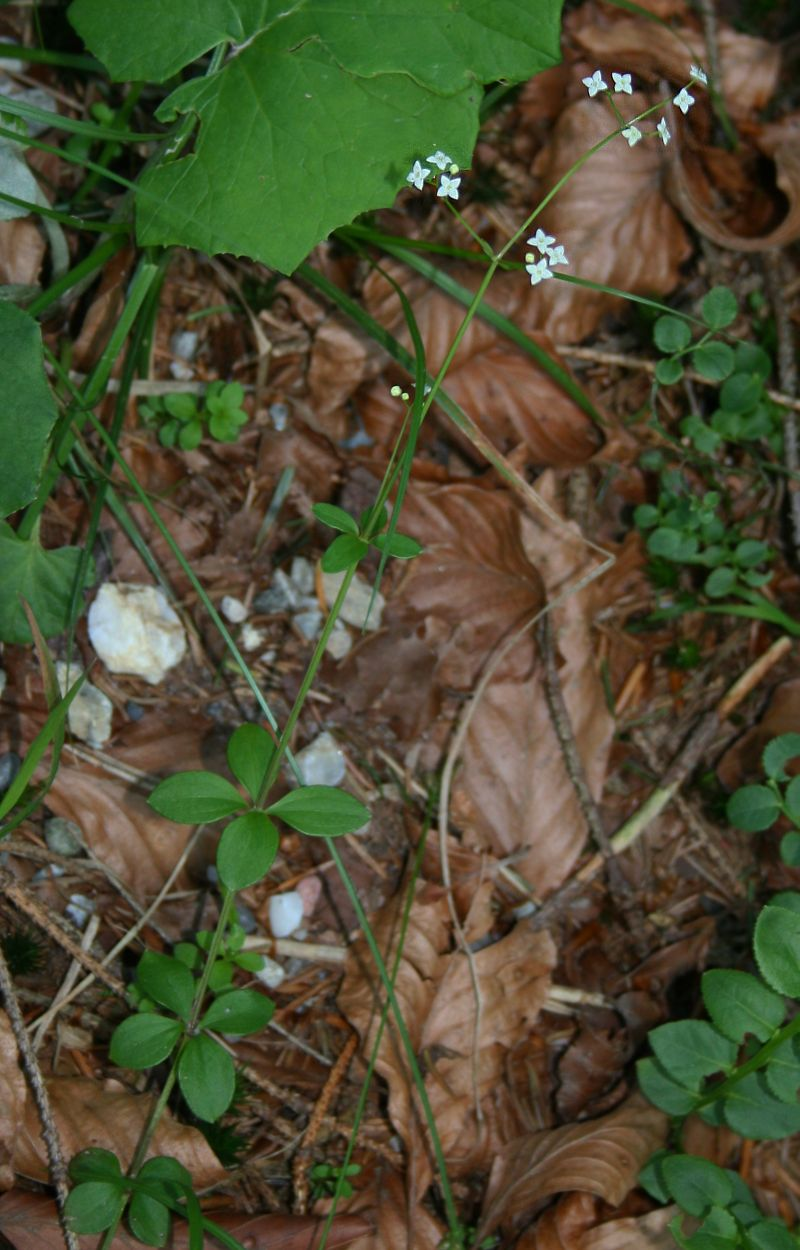
Svízel okrouhlolistý, diagnostický druh květnatých jedlin

## Výskyt
Těžištěm rozšíření květnatých bučin je v zásadě střední Evropa, celkově jejich areál sahá od severu Pyrenejského poloostrova a jihovýchodu Velké Británie na západě po jižní Skandinávii na severu, ukrajinské a rumunské Karpaty na východě a dinárská pohoří Balkánu na jihu; tyto bučiny jihovýchodu Evropy už však jsou řazeny do jiných vegetačních svazů.
V České republice jsou květnaté bučiny rozšířeny především v okrajových pohořích Českého masivu i moravských Karpat a na Českomoravské vrchovině, ve vnitrozemí pak mj. v Doupovských a Železných horách, na Křivoklátsku, Drahanské vrchovině nebo ve Chřibech.

## Význam, ohrožení a ochrana
Bučiny a jedliny zařazené do hospodářských porostů jsou zdrojem kvalitního dřeva; na mnoha místech však byly v minulosti převedeny na smrkové monokultury. Porosty květnatých bučin mají značný ekologický význam pro druhovou diverzitu nejenom rostlin, ale i bezobratlých živočichů a hub a jako hnízdiště ptactva.